# Estany de Carbonera
L'Estany de Carbonera és un petit llac d'origen glacial, aïllat, entre l'Estany Morto i els Estanys de Carboneres, situat a 2.422 m. alt., a la capçalera del Flamisell, al Pallars Jussà, al nord-est del poble de Cabdella, en el terme municipal de la Torre de Cabdella.
La seva conca està formada per la Coma Carbonera, amb les Pales de la Montanyeta, sota el Pic Morto, al nord i el Sobremonestero a llevant, a la zona més alt del nord del terme de la Torre de Cabdella.
Pertany al grup de vint-i-sis llacs d'origen glacial de la capçalera del Flamisell, interconnectats subterràniament i per superfície entre ells i amb l'Estany Gento com a regulador del sistema. Rep les aigües de les muntanyes que els envolten i dels Estanys de Carboneres.